# Escueillens-et-Saint-Just-de-Bélengard

Escueillens-et-Saint-Just-de-Bélengard este o comună în departamentul Aude din sudul Franței. În 1 ianuarie 2022 avea o populație de 151 de locuitori.